# Krzysztof Bielawski (biotechnolog)
Krzysztof Piotr Bielawski (ur. 1961) – polski biolog, profesor doktor habilitowany nauk biologicznych, profesor zwyczajny Instytutu Biotechnologii Międzyuczelnianego Wydziału Biotechnologii Uniwersytetu Gdańskiego i Gdańskiego Uniwersytetu Medycznego. W latach 2016–2022 prorektor Uniwersytetu Gdańskiego.

## Życiorys
W 1985 ukończył studia biologiczne na Uniwersytecie Gdańskim. 11 marca 1999 obronił na Akademii Medycznej w Gdańsku pracę doktorską Zastosowanie techniki PCR w badaniu onkogenów erbB i receptorów hormonów steroidowych jako potencjalnych czynników prognostycznych i predykcyjnych w raku sutka. 15 grudnia 2006 habilitował się na UG na podstawie pracy zatytułowanej Adaptacja metod biologii molekularnej do diagnostyki i charakterystyki wybranych chorób zakaźnych, nowotworowych i genetycznych. 18 kwietnia 2011 nadano mu tytuł profesora w zakresie nauk biologicznych.
Został zatrudniony na stanowisku profesora nadzwyczajnego w Katedrze Biotechnologii na Międzyuczelnianym Wydziale Biotechnologii Uniwersytetu Gdańskiego i Akademii Medycznej w Gdańsku, piastuje funkcję profesora zwyczajnego w Instytucie Biotechnologii na tym wydziale.
W latach 2016–2022 był prorektorem Uniwersytetu Gdańskiego. Następnie został dyrektorem nowo powołanego w ramach UG Uniwersyteckiego Ośrodka Badań Stosowanych i Międzyobszarowych.

## Odznaczenia
- Srebrny Medal za Długoletnią Służbę (2008)[8]
- Medal Komisji Edukacji Narodowej (2012)